# Kermajärvi
Kermajärvi (wörtlich finn. "kerma" für „Rahm“, "järvi" für „See“) ist ein See in der finnischen Gemeinde Heinävesi in der Landschaft Südsavo.
Der See hat eine Fläche von 85,57 km² und besteht aus einer offenen Wasserfläche mit vielen Inseln im nordwestlichen und südöstlichen Teil.
Es gibt auf beiden Uferseiten mehrere langgestreckte schmale Buchten.
Die maximale Nordwest-Südost-Ausdehnung des Sees beträgt 29 km.
Die Nordwest-Südost-Ausrichtung des Kermajärvi ist ein Hinweis auf die sich bewegenden Gletscher während der letzten Eiszeit.
Der See erhält vom nördlich gelegenen Varisvesi, der zum Seensystem Iso-Kalla gehört, über die Stromschnellen Karvionkoski einen Großteil seines Zuflusses.
Über die Stromschnellen Kermankoski und Vihovuonteenkoski verlässt das Wasser den See zum südlich gelegenen Ruokovesi, welches dann weiter über die Stromschnellen von Pilppa zum Haukivesi abfließt.
Der Kermajärvi ist der Hauptsee des Heinäveden-reitti-Wasserwegs.
Dieser bildet eine von zwei Verbindungen zwischen den Iso-Kalla- und Saimaa-Seensystemen (die andere bildet der Leppävirran-reitti-Wasserweg).
An sämtlichen Stromschnellen wurden Anfang des 20. Jahrhunderts Schifffahrtskanäle errichtet und nach den jeweiligen Stromschnellen benannt.
Das Kirchdorf Heinävesi befindet sich am Südufer des Kermajärvi.

## Einzelnachweise

Landkarte mit Lage des Kermajärvi in der Gemeinde Heinävesi

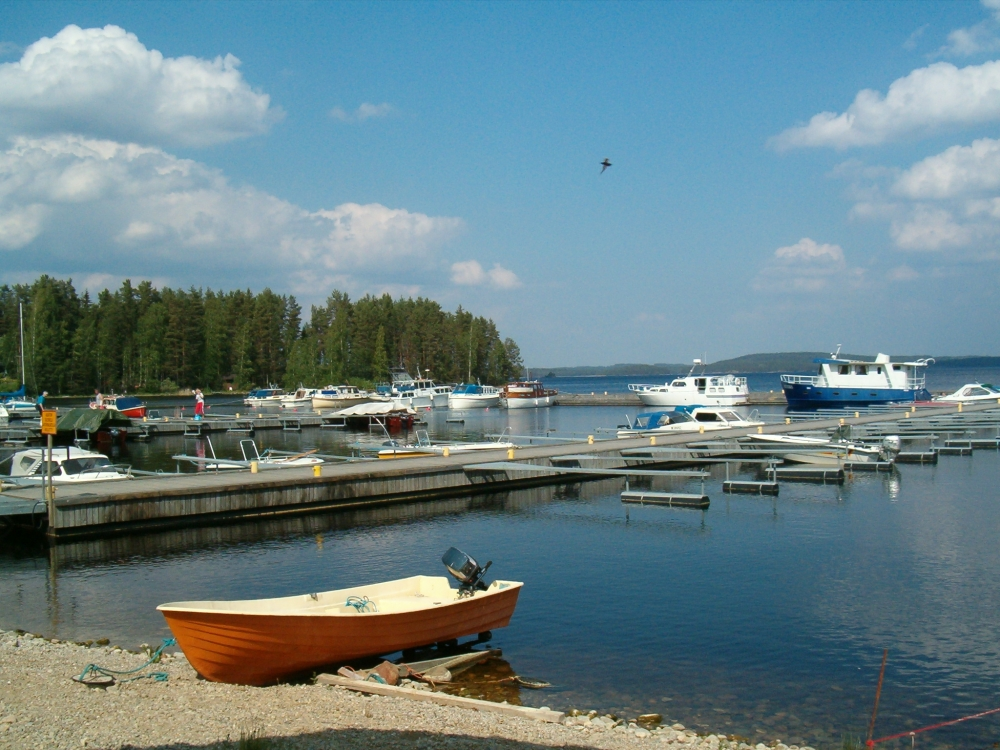
Kermajärvi mit Hafen von Heinävesi